# Pervan Gornji
Pervan Gornji je naselje v mestu Banjaluka, Bosna in Hercegovina. 

## Deli naselja
Ćopići, Čergići, Galići, Ikalovići, Kudre, Marčete, Milojevići, Pervan Gornji, Rađevići, Ševeri, Vranješi, Vujinovići in Vukelići.

## Prebivalstvo
| Pregled števila prebivalcev po letih | Pregled števila prebivalcev po letih | Pregled števila prebivalcev po letih | Pregled števila prebivalcev po letih | Pregled števila prebivalcev po letih | Pregled števila prebivalcev po letih |
| ------------------------------------ | ------------------------------------ | ------------------------------------ | ------------------------------------ | ------------------------------------ | ------------------------------------ |
| 1948                                 | 1953                                 | 1961                                 | 1971                                 | 1981                                 | 1991                                 |
| -                                    | -                                    | 774                                  | 820                                  | 644                                  | 467                                  |

| Narodna sestava prebivalstva po letih                                                                                      | Narodna sestava prebivalstva po letih                                                                                      | Narodna sestava prebivalstva po letih                                                                                      |
| --- | --- | --- |
| 1971 | 1981 | 1991 |
| . skupaj: 820 Srbi 817 (99,63 %) Hrvati 0 (0,00 %) Muslimani 0 (0,00 %) Jugoslovani 0 (0,00 %) drugi in neznano 3 (0,36 %) | . skupaj: 644 Srbi 634 (98,44 %) Muslimani 1 (0,15 %) Hrvati 0 (0,00 %) Jugoslovani 6 (0,93 %) drugi in neznano 3 (0,46 %) | . skupaj: 467 Srbi 466 (99,78 %) Hrvati 0 (0,00 %) Muslimani 0 (0,00 %) Jugoslovani 1 (0,21 %) drugi in neznano 0 (0,00 %) |